# Milagros Poblador
Milagros Poblador es una soprano española.

## Biografía
Nacida en Madrid de familia originaria de la localidad ciudadrealeña de Villahermosa, desde pequeña sus inquietudes musicales nacidas de la gran afición al canto de su familia, la llevaron a formarse en el Conservatorio Superior de Música de Madrid, aunque su carrera profesional parecía dirigirse hacia otro ámbito menos artístico, por ello paralelamente continuó sus estudios que terminaron con una licenciatura en farmacia, que la llevó incluso a trabajar durante un tiempo en este campo.
Al final de sus estudios en el Conservatorio, recibió el premio “Fin de Carrera” con el Título de Profesor Superior de Canto. Al quedarse sin trabajo como farmacéutica conoció en un curso del Conservatorio a la soprano Ana Fernaud, que la convenció de que debía dar una oportunidad a su voz y dejar la farmacia quizás para más tarde. Poco después ganó una plaza en el Coro del Teatro de la Zarzuela, empezando así su carrera como cantante Profesional. En la Escuela Superior de Música Reina Sofía fue pupila de Alfredo Kraus durante el curso 1995-1996. 
En ese teatro, con el director Emilio Sagi, cantó sus primeros papeles como solista en 1994 en Marina, debutando poco después en La flauta mágica de Mozart en el papel de la 'Reina de la Noche' -'Die Königin der Nacht'-, papel que ha representado en más de un centenar de ocasiones sobre todo por toda Centroeuropa. También destacan su interpretación de Blonde en el rapto en el Serrallo, de Nannetta en Falstaff, y Oscar en un ballo in maschera.
Recibió algunos premios en estos comienzos de su carrera que la animaron a seugir como el “Premio a la mejor Soprano Ligera” y el “Premio del 4º y 5º piso del Liceu” en el Concurso Francisco Viñas, el “1º Premio del Concurso Francisco Alonso” y sobre todo el “1º Premio del Concurso Eugenio Marco” de Sabadell en 1994, donde conoció al tenor Francisco Lázaro, jurado del Concurso, al que considera su maestro y mentor.
Animada por su maestro, comienza su carrera internacional, que la llevó primero al Landestheater de la ciudad austriaca de Linz en la temporada 98/99. A partir de ahí su carrera se disparó vertiginosamente presentándose en teatros tan prestigiosos como el 'Stadttheater' de St. Gallen en Suiza, la 'Staatsoper' de Viena, la 'Deutsche Oper' de Berlín, la 'Opernhaus' de Zürich, la 'Oper am Rhein' de Düsseldorf, la 'Semperoper' de Dresde, el Concertgebouw de Ámsterdam, el Teatro de la Maestranza de Sevilla, el Palacio Euskalduna de Bilbao, el Teatro Real de Madrid y como no, al Gran Teatro del Liceo de Barcelona donde colabora desde 1997.
En su amplio repertorio destacan algunas de las más bonitas óperas y zarzuelas para soprano coloratura como Lucia di Lammermoor, Rigoletto, La Traviata, Olympia en Los cuentos de Hoffmann, L’elisir d’amore, o Doña Francisquita. Dirigida por las más prestigiosas batutas y directores de escena.